# آنی گوراسینی
آنی گوراسینی (ایتالیایی: Annie Gorassini؛ ‏ ۱ ژانویهٔ ۱۹۴۱) ترانه‌نویس و هنرپیشه اهل ایتالیا است.

## گزیدهٔ فیلم‌شناسی
- هشت‌ونیم (۱۹۶۳)
- ولکان، پسر ژوپیتر (۱۹۶۲)
- مسالینا (۱۹۶۰)